# 拉多加站
拉多加站（羅馬化：Ladozhsky vokzal），位於涅瓦河以東，是俄羅斯第二大城市聖彼得堡的一個鐵路總站。
2003年5月17日啟用，耗資9億盧布（時值3億美元）。往俄羅斯北方、部分往西伯利亞和聖彼得堡郊外的列車自此站出發。

## 接駁地鐵
- 拉多加站（四號線）